# Bryant (Iowa)
Bryant ist eine kleine Siedlung im Clinton County im Osten des  US-amerikanischen Bundesstaates Iowa. Der Ort liegt in der Deep Creek Township und gehört als Unincorporated Community keiner Gemeinde an.

## Geografie
Bryant liegt im Nordosten des Clinton County auf 41°57′48″ nördlicher Breite und 90°19′48″ westlicher Länge. Der Ort liegt rund 12 km westlich des Mississippi, der die Grenze zu Illinois bildet. Die Grenze zu Wisconsin verläuft 80 km nördlich.
Benachbarte Orte von Bryant sind Goose Lake (5,2 km westlich), Miles (11,6 km nördlich), Andover (9,1 km östlich), Six Mile (7,9 km südöstlich) und Elvira (13,6 km südlich).
Die nächstgelegenen größeren Städte sind Dubuque (77,8 km nördlich), Rockford in Illinois (136 km ostnordöstlich), die Quad Cities (68,6 km südsüdwestlich) und Cedar Rapids (133 km westlich).

## Verkehr
Etwa zwei Kilometer westlich von Bryant verläuft der Iowa Highway 136.
Der nächstgelegene Flugplatz ist der 21,3 km südlich gelegene Clinton Municipal Airport; der nächstgelegene größere Flughafen ist der 73,4 km südlich gelegene Quad City International Airport.